# Autofiction
L'autofiction ou roman personnel est un genre littéraire situé au croisement entre un récit réel de la vie de l'auteur et un récit fictif explorant une expérience vécue par celui-ci. 

## Étymologie
Le terme est composé du préfixe auto (du grec αὐτός / autós, « soi-même ») et de fiction (récit d'une histoire fondée sur des faits imaginaires).

## Historique
« Autofiction » est employé pour la première fois en 1977 par Serge Doubrovsky, critique littéraire et romancier, pour désigner son roman Fils.
Un grand nombre d'auteurs d'autofiction élèvent La Recherche de Marcel Proust en mythe fondateur de ce genre littéraire.
L'autofiction a connu en France une vogue, qui a commencé à décliner vers 2012, pour laisser la place notamment à l'exofiction (biographie romancée d'une personne réelle autre que l'auteur).

## Périmètre
Comme l’autobiographie, l’autofiction appartient à l’« écriture de soi ». L’autofiction se définit par un « pacte oxymoronique » ou contradictoire associant deux types de narrations opposés : c'est un récit fondé, comme l'autobiographie, sur le principe des trois identités (l'auteur est aussi le narrateur et le personnage principal), qui se réclame cependant de la fiction dans ses modalités narratives et dans les allégations péritextuelles (titre, quatrième de couverture…). 
L'autofiction est le récit d'événements de la vie de l'auteur sous une forme plus ou moins romancée (l'emploi, dans certains cas, d'une narration à la troisième personne du singulier). Les noms des personnages ou des lieux peuvent être modifiés, la factualité mise au second plan au profit de l'économie du souvenir ou des choix narratifs de l'auteur. Affranchie des « censures intérieures », l'autofiction laisse une place prépondérante à l'expression de l'inconscient dans le récit de soi. Pour Serge Doubrovsky, qui a « baptisé » ce genre (des textes d'autofiction existaient bien antérieurement), l'autofiction est une « fiction, d'événements et de faits strictement réels. Si l'on veut, autofiction, d'avoir confié le langage d'une aventure à l'aventure d'un langage en liberté ». La fiction devient ici l'outil affiché d’une quête identitaire (notamment à travers l'utilisation de la psychanalyse).
La théorie littéraire de langue anglaise comporte deux notions proches de l'autofiction : faction (mot-valise regroupant fact et fiction) et autobiographical novel. La faction est tout texte mêlant une technique narrative empruntée à la fiction et un récit portant sur des faits réels ; même si le terme a le mérite de faire référence aux problématiques de l'autofiction, le corpus textuel qu'il désigne semble se rapprocher davantage de la nonfiction novel, voire d’un récit historique fictionnalisé. Autobiographical novel est une expression plus courante pour désigner un récit proche de la vie de l'auteur mais s'affranchissant du pacte autobiographique.
L'usage du terme « autofiction » en milieu universitaire est récent et reste problématique. Les ressorts de l'autofiction sont liés à la discrétion totale sur la vie d’autrui et à la censure quant à sa vie intime, dont seul un pacte fictionnel permettrait de résoudre les problèmes, mais aussi à l’opposition réel / vécu (dans une optique psychanalytique) et à l'équivalence lacanienne entre moi et langage (ce qui expliquerait sa naissance au XXe siècle).
Jacques Lecarme distingue deux usages de la notion : l'autofiction au sens strict du terme (les faits sur lesquels porte le récit sont réels, mais la technique narrative et le récit s’inspirent de la fiction) et l'autofiction au sens élargi, un mélange de souvenirs et d'imaginaire. Vincent Colonna définit un sens étroit — la projection de soi dans un univers fictionnel où l'on aurait pu se trouver, mais où l'on n'a pas vécu réellement — et, par extension, tout roman autobiographique (en considérant qu’il y a toujours une part de fiction dans la confession). Ces dichotomies témoignent en tout cas de l'ambiguïté de la notion.
Une définition tout à fait différente est proposée par Gérard Genette, qui la définit tout d'abord d'après le « protocole nominal » de la triple identité (l'auteur est narrateur et protagoniste). La « vraie autofiction » a, selon Genette, un contenu narratif authentiquement fictionnel (cf. certaines nouvelles de L'Aleph de Jorge Luis Borges ou la Divine comédie de Dante) ; les textes portant sur des événements réels ne sont donc que des « fausses autofictions » qu'il qualifie d'« autobiographies honteuses ».
Selon Serge Doubrovsky, l'autofiction est un récit dont les caractéristiques correspondent à celles de l'autobiographie, mais qui proclame son identité avec le roman en reconnaissant intégrer des faits empruntés à la réalité avec des éléments fictifs, que ce soit dans l'édition classique ou sur Internet. Il s'agit donc de la combinaison des signes de l'engagement autobiographique et de stratégies propres au roman, d'un genre qui se situe entre roman et journal intime. Doubrovsky définit ainsi sa propre entreprise : « Fiction d'événements et de faits strictement réels ; si l'on veut, autofiction, d'avoir confié le langage d'une aventure à l'aventure du langage, hors sagesse et hors syntaxe du roman, traditionnel ou nouveau. »
En fait, Vincent Colonna et Serge Doubrovsky sont plus proches qu’ils ne semblent le revendiquer à partir du moment où la fiction est mise au service de la finalité autobiographique (dans le sens éthique de vérité).
La définition de Serge Doubrovsky, en ce qu’elle est trop restreinte, risque à terme de n'illustrer que ses propres livres… Serge Doubrovsky n'en est-il pas le premier conscient lorsqu'il revendique dans sa lignée des livres tels que La Naissance du jour par exemple, récit dans lequel Colette ne respectait pas les faits tels qu'ils se sont passés mais les utilisait à des fins expérimentales ?
Michel Butor aussi se présente comme un pionnier revendiqué de l'autofiction avant la lettre avec son Portrait de l'artiste en jeune singe, paru en 1967, soit dix ans avant que Doubrovsky n'invente le mot. Butor explique : « Le Portrait de l'artiste en jeune singe, c'est une narration. Mais évidemment, on ne peut pas dire que c'est un roman. Ce n'est pas un roman d'abord parce que c'est autobiographique — c'est un peu le seul de mes livres qui soit vraiment autobiographique… autobiographique changé, un peu transformé, exactement comme font les gens maintenant qui font de « l’autofiction », comme on dit… j’ai fait ça bien avant ! »
Mathurin Ovono Ebè propose la notion d'« autopersonnagination », plus expressive de cette sphère de la création littéraire que celle d'autofiction.

## Auteurs représentatifs
Liste, non exhaustive, de quelques auteurs assimilés par la critique au courant dit « autofictif » ou qui se revendiquent comme « autofictionnalistes » à part entière :
- Jules Renard dans, entre autres, Poil de Carotte (1894)
- Pedro Almodovar dans Douleur et gloire (2019)
- Christine Angot dans Vu du ciel (L'Arpenteur-Gallimard, 1990), Léonore, toujours (L'Arpenteur-Gallimard, 1994), L'Usage de la vie (Fayard, 1998), Le Marché des amants (Seuil, 2008)
- Nelly Arcan, dans Putain (Seuil 2001) et Folle (Seuil, 2004)
- Frédéric Beigbeder, pour la quasi-totalité de ses œuvres.
- Sergio Blanco, dramaturge franco-uruguayen explorant cette approche dans le domaine théâtral
- Nicole de Buron
- Michel Butor, dans Portrait de l'artiste en jeune singe (Gallimard, 1967)
- Sophie Calle
- Yves Charnet dans tous ses livres depuis Proses du fils (la Table ronde, 1993)
- Patrice Cartier, dans La Côte qui descend (Pimientos, 2020) et Je me souviens du Grand Confinement (Quai des brunes 2020)
- Colette (La Naissance du jour, 1928) comme pionnière de l'autofiction selon Serge Doubrovsky
- Sylvain Courtoux dans Still nox (Al Dante, 2011)
- Catherine Cusset
- Chloé Delaume dans, entre autres, Le Cri du sablier (Farrago/Léo Scheer, 2001), La Vanité des somnambules (Farrago/Léo Scheer, 2002), Dans ma maison sous terre (Seuil, 2009), Une femme avec personne dedans (Seuil, 2012)
- Benoît de Montarville, dans Défroqué! Une autofiction de proportion biblique (2024)
- Ananda Devi dans Les Hommes qui me parlent (2011)
- Christophe Donner
- Serge Doubrovsky dans, entre autres, Fils (Galilée, 1977), Le Livre brisé (Grasset, 1989), Un homme de passage (Grasset, 2011)
- Marguerite Duras dans, entre autres, L'Amant (Minuit, 1984), L'Amant de la Chine du Nord (Gallimard, 1991), Yann Andréa Steiner (P.O.L, 1992)
- Guillaume Dustan dans, entre autres, sa trilogie : Dans ma chambre, Je sors ce soir, Plus fort que moi (P.O.L, 1996-1997-1998) et Nicolas Pages (Balland, coll. « Le Rayon », 1999)
- Bret Easton Ellis dans Lunar Park (2005)
- Annie Ernaux
- Léo Ferré dans Benoît Misère (1970)
- Philippe Forest
- Jacques Goijen dans, entre autres, Le Maître de Céans (Ecole Liégeoise du Paysage-Editions, 2004)
- Hervé Guibert dans, entre autres, sa trilogie : À l'ami qui ne m'a pas sauvé la vie, Le Protocole compassionnel, L'Homme au chapeau rouge (Gallimard, 1990-1991-1992)
- France Huser dans La maison du désir (Seuil, 1982)
- Alexandre Ivol, dans « L’autre Monde »
- Marie-Sissi Labrèche, surtout ses romans Borderline, La Brèche et La Lune dans un HLM (publiés chez éditions Boréal en 2000, 2002 et 2006 respectivement)
- Camille Laurens dans, entre autres, Dans ces bras-là (P.O.L, 2000), Romance nerveuse (Gallimard, 2009)
- Linda Lê dans, entre autres, À l'enfant que je n'aurai pas (2011)
- Violette Leduc dans, entre autres, Thérèse et Isabelle (Gallimard, 1966)
- Curzio Malaparte dans, entre autres, sa trilogie Kaputt, La Peau et Mamma Marcia.
- Pierre Mérot dans Mammifères (Flammarion, 2003)
- Paul Nizon
- Amélie Nothomb[11].
- Emmanuelle Pagano dans L'Absence d'oiseaux d'eau (P.O.L, 2010)
- Alain Robbe-Grillet dans sa trilogie des Romanesques (Minuit, 1985-1994)
- Albertine Sarrazin dans, notamment, La Cavale (Jean-Jacques Pauvert, 1965), L'Astragale (Jean-Jacques Pauvert, 1965) et La Traversière (Jean-Jacques Pauvert, 1966)
- Tristan-Edern Vaquette dans Je gagne toujours à la fin (Au diable Vauvert, 2003)
- Philippe Vilain
- Paloma Hermina Hidalgo et son roman Matériau Maman (2024)
- Constance Debré

## Sources